# Malthopsis
Malthopsis är ett släkte av fiskar. Malthopsis ingår i familjen Ogcocephalidae.
Arter enligt Catalogue of Life:
- Malthopsis annulifera
- Malthopsis gigas
- Malthopsis gnoma
- Malthopsis jordani
- Malthopsis kobayashii
- Malthopsis lutea
- Malthopsis mitrigera
- Malthopsis retifera
- Malthopsis tiarella

Året 2013 blev med Malthopsis austrafricana ytterligare en art beskriven.